# Dallocardia muricata
Dallocardia muricata is een tweekleppigensoort uit de familie Cardiidae. De wetenschappelijke naam van de soort werd in 1758 gepubliceerd door Carl Linnaeus als Cardium muricatum in de tiende editie van Systema naturae.